# المشنة (جبلة)

تعديل مصدري - تعديل

المشنة محلة تابعة لقرية الظهرة، التابعة لعزلة الشراعي بمديرية جبلة إحدى مديريات محافظة إب في الجمهورية اليمنية، بلغ تعداد سكانها 89 حسب تعداد اليمن لعام 2004.